# ニンザン県
ニンザン県（ニンザンけん、ベトナム語：Huyện Ninh Giang / 縣寧江?）は、ベトナム社会主義共和国ハイズオン省の県。面積は135.4 km2、人口は190,077人（2018年）である。

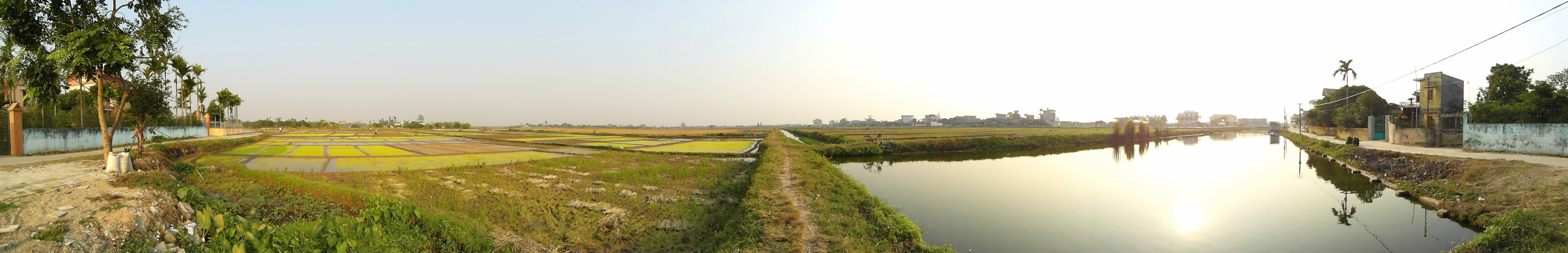
ニンザンの田園